# CDawgVA
CDawgVA（シードッグ・ヴィーエー）はコナー・マーク・コフーン（Connor Marc Colquhoun、1996年7月26日 - ）による個人のYouTubeチャンネル。コナー・コフーンはウェールズ出身・東京在住のYouTuber、声優 、ポッドキャストのプレゼンター、Twitchストリーマー。株式会社GeeXPlus所属。
Youtubeチャンネル登録者数317万人、総動画再生回数約4.4億回以上を記録し、アニメYouTuberの中で高い人気を持つ。動画のコンテンツ内容は、日本のアニメやコスプレなどオタク文化を始め、ヴィジュアルロック・ホストクラブなどの日本のサブカルチャーに関する動画が多く見られる。身長5'11 "（180センチ）。CDawgVAの意味は、C（コナー）dawg（ダチ、友達）VA（ヴォイス・アクティング）を表す。

## 来歴
1996年7月26日生まれ。幼少時からポケモンなど日本のアニメやゲームに触れて育つ。父親の影響でチェスを習い始め、13歳で大会に出場。ビデオゲームが趣味であり、16歳の頃シューティングゲーム『Call of Duty』の大会で賞を獲得する。
また同時期に、「人生でこれほど夢中になったことはなかった」と語るほどアニメ『Death Note/デスノート』に熱中する。その後、あらゆるジャンルのアニメに加えアニメ以外の日本のエンターテイメント（『ゴジラ対メガロ』『七人の侍』『風雲たけし城』『バトル・ロワイヤル』など）にも関心を持ち始める。高校時代はアニメ趣味について誰かに話をしたことは一度もなかったとしているが、アニメ好きが高じ声優への興味へと繋がり、独学でボイスアクティングの訓練を開始する。高校卒業後、ウェールズの大学に進学し機械工学を専攻。大学在学中は声優への興味が捨てきれず、200ポンドを費やしてオーディオコネクターをアップグレードさせ、声優の訓練を続ける。
2012年、初の声優としてデビュー。『ドラゴンボールZ 魔凶星編』のガッシュの英語版吹き替え訳を担当する。
2014年2月11日にYouTubeチャンネルを立ち上げ、同年4月に初の動画投稿する。アニメ『黒執事』のキャラクターであるセバスチャン・ミカエリスのモノマネ動画で注目を集める。大学通学と並行してYouTubeコンテンツ作成と声優のオーディションを受け続ける。大学卒業後の進路として、YouTuberと機械工学分野への就職への二択で悩んだ末、YouTuberの道を取ることを決意する。
2016年2月、人気アニメYouTuberのThe Anime Manと初コラボレーションを行う。同年5月ロンドンで開催されたMCM Comic Conの様子をVlogとして投稿。また同年、加アニメ『Chronexia and the Eight Seals』と米アニメ『Hellsing Ultimate Abridged』の声優として活動。
2017年6月、英ヨークシャーで開催されたCosplay Conでアニメ『黒執事』の英語吹き替え版声優であるJ Michael Tatumと共演する。その後、「Prank Call」と題し、同氏とファンに向けてセバスチャン・ミカエリスに扮してドッキリ電話を掛けるシリーズを開始。
2018年4月、英国で開催されたAnime Crossroadsにて再びJ Michael Tatumと共演。同年6月、中国製のアニメコスプレを着用するコメディシリーズ「I Bought "Cosplays" From China」を開始。人気アニメYouTuberのAkidearestと初共演する。また同年12月、人気アニメYouTuberのGiggukと初共演する。
2019年11月、日本へ移住。同年12月、やおいカフェの取材動画を投稿し再生回数200万回以上を記録する。また同年、米アニメ『The Weeklings』にて声優を担当。
2020年2月、歌舞伎町のホストクラブにてホスト体験動画を投稿。動画再生回数約150万回を記録。同年、質の悪い英語吹替版を修正するシリーズ「I Fixed The Worst Voice Acting」を開始。同年6月、The Anime ManやGiggukらと共同ホストを務めるポッドキャスト番組『Trash Taste』の配信を開始。同年11月、日本語学習を中心とした第二のチャンネル「ConnorDawg」を立ち上げる。同年12月、六本木のポールダンスクラブにて取材を行う。また同年、米アニメ『Dragon and Weed: Origins Season 1』にて初の主役声優に抜擢される。米ビデオゲーム『Popup Dungeon』にて5役の声優を担当。
2021年1月、日本のヴィジュアルロック系バンドの取材を行い、音楽誌『JROCK NEWS』に掲載される。同月、人気YouTuberのAbroad in Japanとのコラボレーションで、『Abroad in Japan Podcast』にゲストパーソナリティとして出演。同年12月、アニメ『精霊幻想記』のレイス・ヴォルフ役として英語吹替版の声優を担当。
2022年2月、VTuber（ヴァーチャルYouTuber）のBubi としてTwitchデビューする(フルネーム：地獄のベルゼバブ・アナーキア・クルール・デ・アポカリプシ・神の反対・苦痛と苦悩の王子・あらゆる罪の主・冥界の征服者・すべての魔族の王)。
同年8月、YouTuberのクリス・ブロードと共に免疫不全症候群財団の資金調達のため、北海道を横断する500マイルの「Cyclethon」（自転車を使って長距離を走るイベント）に参加した。このプロジェクトはTwitchでライブ配信され、同年9月5日に完走し、3,000万円を超える募金が集まった。
2024年4月の「Cyclethon」では山口県下関から東京タワーまで1000kmに及ぶ距離を14日間かけて走破。このチャレンジでは日本で活躍する著名な外国人クリエイターに加えて、2022年5月に日本へ移住したYoutubeチャンネル登録者数世界第2位のPewDiePie（登録者数1.1億人）まで参加し、大きな話題となった。当初の募金目標金額1億円を遥かに超え、約1億6000万円を視聴者から集め、免疫不全症候群財団に寄付した。
2024年7月時点で動画総再生回数は4.4億回以上、チャンネル登録者数317万人を記録している。『the japan times』に取り上げられるなど、今後の活動が注目されている。

## 人物
理系出身であり、再生可能エネルギーに関心があったことから大学時代に「波力エネルギー装置」をテーマに論文を書いている。
自身の性格については「全ての物事において100%の力でやるか全くやらないか。何かを始めてやり遂げないことが嫌いで、全ての始めたことをやり遂げなくてはいけない」と述べている。
英語圏のVTuberと親交が深く、特にアメリカの事務所VShojo所属のアイアンマウスとは度々コラボレーションしており、2022年に行われたチャリティは疾患を公表している同氏との交流がきっかけであることも明かされている。
深みのある低音ボイスに定評があり、企業とのコラボで「Yaoi（ヤオイ）」のオーディオブックの声優を引き受けることが度々あると言う。
日本のアニメに出会って以降「人生が変わった」と語っており、2017年の動画では「人生を変えたアニメトップ5」として『デスノート』『バッカーノ!』『黒執事』『HUNTER x HUNTER』『天元突破グレンラガン』を挙げている。それぞれについては、「初めて夢中になったアニメ」、「英語吹き替えが完璧であり、声優を志そうと思ったアニメ」、「自身のキャリアの転機になったアニメ」、「何度も恋に落ちたアニメ」、「ティーンの頃に精神的に助けられたアニメ」と述べている。

## 出演

### ビデオゲーム（声優）
- Popup Dungeon（2020）[4]

### アニメ（声優）
- Spirit Chronicles (2021)
- Dragon and Weed: Origins Season 1 Vol.1（2019）
- The Weeklings（2019）
- Hellsing Ultimate Abridged（2016）
- Chronexia and the Eight Seals（2016）
- Dragon Ball Z Abridged（2012）

### ポッドキャスト
- Trash Taste（2020-現在）

### イベント
- Cosplay Con (2017)
- Anime Crossroads(2018)